# Ministerium für Innere Angelegenheiten und Kommunikation

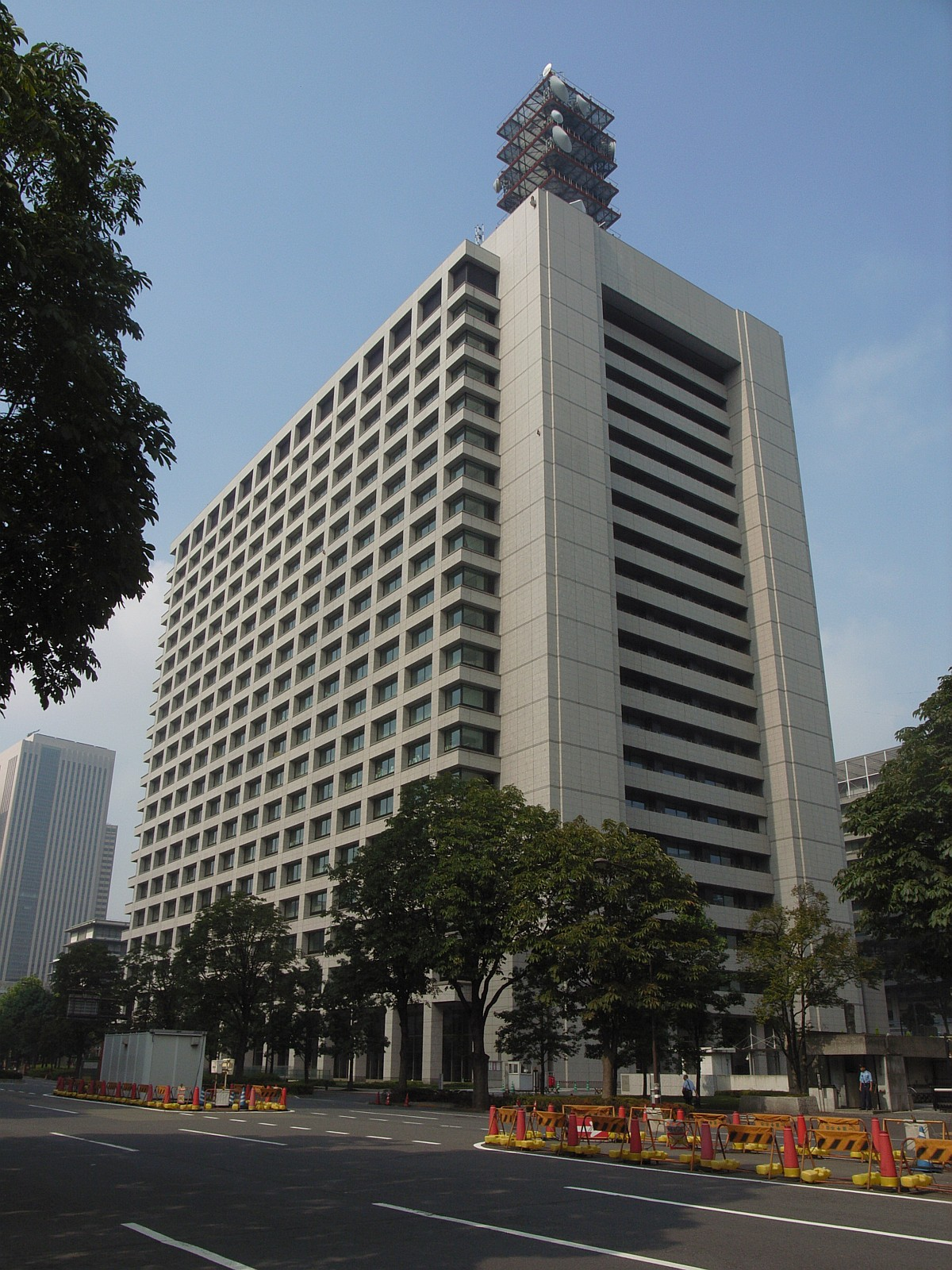
Sitz des Ministeriums im Zentralregierungsgebäude Nr. 2 in Kasumigaseki, Chiyoda

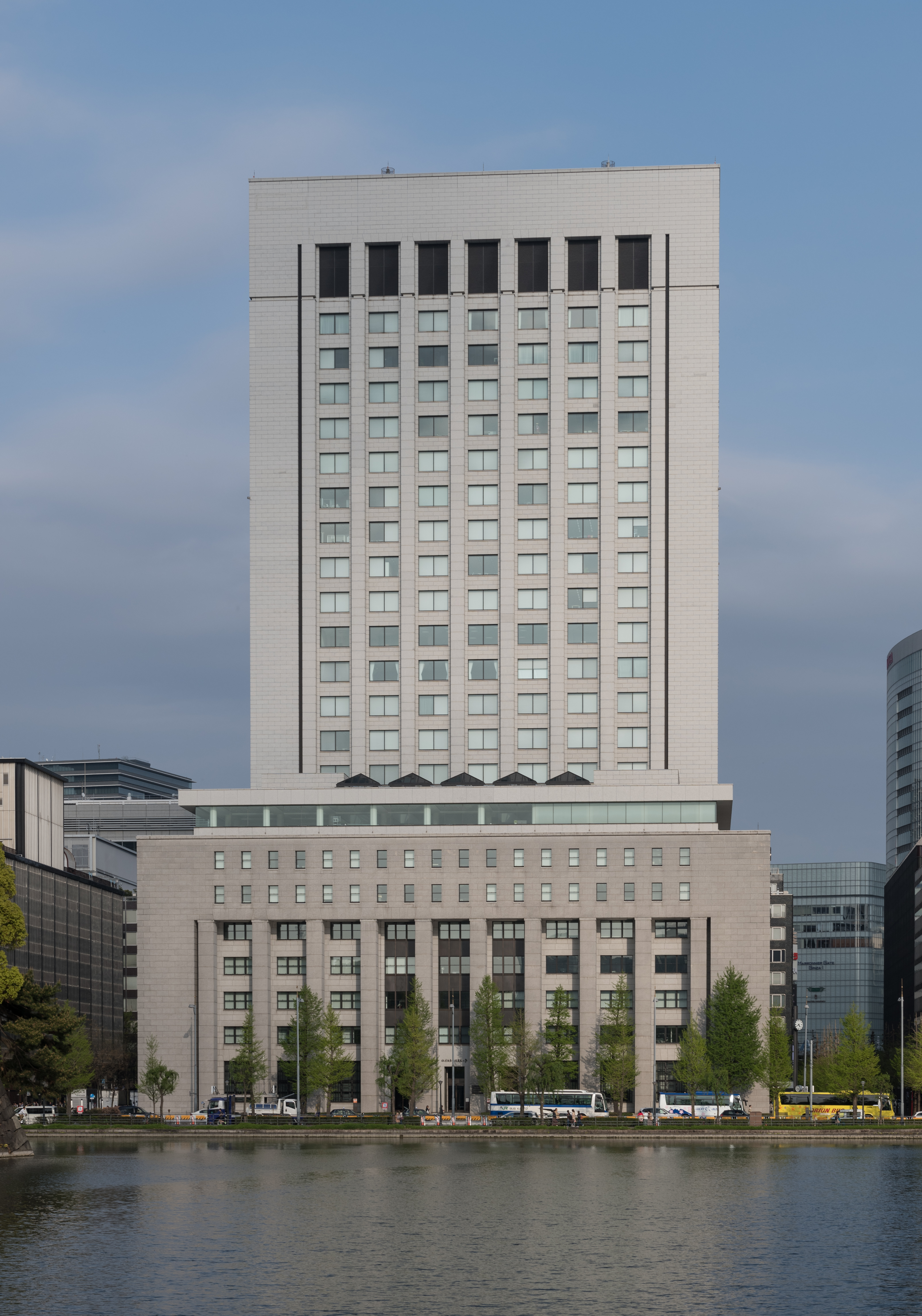
Westansicht des Ministeriums

Das japanische Sōmu-shō (jap. 総務省, dt. „Ministerium für allgemeine Angelegenheiten“; engl. Ministry of Internal Affairs and Communications, „Ministerium für Innere Angelegenheiten und Kommunikation“, kurz: MIC) entstand am 6. Januar 2001 durch die Zusammenlegung des Jichi-shō (自治省, „Ministerium für Selbstverwaltung“, engl. Ministry of Home Affairs) mit dem Postministerium (郵政省, Yūsei-shō) und der Sōmu-chō (総務庁, „Behörde für allgemeine Angelegenheiten“; engl. Management and Coordination Agency, „Amt für Management und Koordination“). Es ist zuständig für die Verwaltung und den öffentlichen Dienst, die Post- und Telekommunikationssysteme, das Steuersystem und die Zuweisungen der Zentralregierung an die Gebietskörperschaften, die Organisation von Wahlen und den Katastrophenschutz. Anders als die Innenministerien vieler anderer Staaten ist es nicht für die Polizei verantwortlich; letztere untersteht der Aufsicht der Polizeibehörde, die über die Nationale Kommission für Öffentliche Sicherheit dem Kabinettsbüro zugeordnet ist.
Da der Haushaltsplan des Ministeriums die Zuweisungen der Zentralregierung an die Gebietskörperschaften enthält, die nach dem Schuldendienst der zweitgrößte Einzelposten im Haushalt sind, macht er rund ein Viertel des Gesamtetats der japanischen Regierung aus.

## Minister (総務大臣,sōmu-daijin)
| #  | Name                | Kabinett                                              | Amtsantritt   | Partei                      |
| -- | ------------------- | ----------------------------------------------------- | ------------- | --------------------------- |
| 1  | Toranosuke Katayama | Mori II (Umbildung)                                   | 6. Jan. 2001  | Liberaldemokratische Partei |
| 2  | Toranosuke Katayama | Koizumi I Koizumi I (1. Umbildung)                    | 26. Apr. 2001 | Liberaldemokratische Partei |
| 3  | Tarō Asō            | Koizumi I (2. Umbildung)                              | 22. Sep. 2003 | Liberaldemokratische Partei |
| 4  | Tarō Asō            | Koizumi II Koizumi II (Umbildung)                     | 19. Nov. 2003 | Liberaldemokratische Partei |
| 5  | Tarō Asō            | Koizumi III                                           | 21. Sep. 2005 | Liberaldemokratische Partei |
| 6  | Heizō Takenaka      | Koizumi III (Umbildung)                               | 31. Okt. 2005 | Liberaldemokratische Partei |
| 7  | Yoshihide Suga      | Abe I                                                 | 26. Sep. 2006 | Liberaldemokratische Partei |
| 8  | Hiroya Masuda       | Abe I (Umbildung)                                     | 27. Aug. 2007 | parteilos                   |
| 9  | Hiroya Masuda       | Fukuda Fukuda (Umbildung)                             | 26. Sep. 2007 | parteilos                   |
| 10 | Kunio Hatoyama      | Asō                                                   | 24. Sep. 2008 | Liberaldemokratische Partei |
| 11 | Tsutomu Satō        | Asō                                                   | 12. Juni 2009 | Liberaldemokratische Partei |
| 12 | Kazuhiro Haraguchi  | Hatoyama                                              | 16. Sep. 2009 | Demokratische Partei        |
| 13 | Kazuhiro Haraguchi  | Kan                                                   | 8. Juni 2010  | Demokratische Partei        |
| 14 | Yoshihiro Katayama  | Kan (1. Umbildung) Kan (2. Umbildung)                 | 17. Sep. 2010 | parteilos                   |
| 15 | Tatsuo Kawabata     | Noda Noda (1. Umbildung) Noda (2. Umbildung)          | 2. Sep. 2011  | Demokratische Partei        |
| 16 | Shinji Tarutoko     | Noda (3. Umbildung)                                   | 1. Okt. 2012  | Demokratische Partei        |
| 17 | Yoshitaka Shindō    | Abe II                                                | 26. Dez. 2012 | Liberaldemokratische Partei |
| 18 | Sanae Takaichi      | Abe II (Umbildung)                                    | 3. Sep. 2014  | Liberaldemokratische Partei |
| 19 | Sanae Takaichi      | Abe III Abe III (1. Umbildung) Abe III (2. Umbildung) | 24. Dez. 2014 | Liberaldemokratische Partei |
| 20 | Seiko Noda          | Abe III (3. Umbildung)                                | 3. Aug. 2017  | Liberaldemokratische Partei |
| 21 | Seiko Noda          | Abe IV                                                | 1. Nov. 2017  | Liberaldemokratische Partei |
| 22 | Masatoshi Ishida    | Abe IV (1. Umbildung)                                 | 2. Okt. 2018  | Liberaldemokratische Partei |
| 23 | Sanae Takaichi      | Abe IV (2. Umbildung)                                 | 11. Sep. 2019 | Liberaldemokratische Partei |
| 24 | Ryōta Takeda        | Suga                                                  | 16. Sep. 2020 | Liberaldemokratische Partei |
| 25 | Yasushi Kaneko      | Kishida I                                             | 4. Okt. 2021  | Liberaldemokratische Partei |
| 26 | Yasushi Kaneko      | Kishida II                                            | 10. Nov. 2021 | Liberaldemokratische Partei |
| 27 | Minoru Terada       | Kishida II (1. Umbildung)                             | 10. Aug. 2022 | Liberaldemokratische Partei |
| 28 | Takeaki Matsumoto   | Kishida II (1. Umbildung)                             | 21. Nov. 2022 | Liberaldemokratische Partei |
| 29 | Junji Suzuki        | Kishida II (2. Umbildung)                             | 13. Sep. 2023 | Liberaldemokratische Partei |
| 30 | Takeaki Matsumoto   | Kishida II (2. Umbildung)                             | 14. Dez. 2023 | Liberaldemokratische Partei |
| 31 | Seiichirō Murakami  | Ishiba I                                              | 1. Okt. 2024  | Liberaldemokratische Partei |
| 32 | Seiichirō Murakami  | Ishiba II                                             | 11. Nov. 2024 | Liberaldemokratische Partei |